# Cartier Diamond Dagger
Il Cartier Diamond Dagger è un premio letterario britannico assegnato annualmente dalla Crime Writers' Association ad un autore la cui carriera letteraria sia stata segnata dall'eccellenza e che abbia dato un contributo significativo al genere.
Il premio è basato esclusivamente sul merito, senza alcun riferimento ad età, genere e nazionalità.

## Vincitori
- 1986: Eric Ambler
- 1987: P. D. James
- 1988: John le Carré
- 1989: Dick Francis
- 1990: Julian Symons
- 1991: Ruth Rendell
- 1992: Leslie Charteris
- 1993: Ellis Peters
- 1994: Michael Gilbert
- 1995: Reginald Hill
- 1996: H. R. F. Keating
- 1997: Colin Dexter
- 1998: Ed McBain
- 1999: Margaret Yorke
- 2000: Peter Lovesey
- 2001: Lionel Davidson
- 2002: Sara Paretsky
- 2003: Robert Barnard
- 2004: Lawrence Block
- 2005: Ian Rankin
- 2006: Elmore Leonard
- 2007: John Harvey
- 2008: Sue Grafton
- 2009: Andrew Taylor
- 2010: Val McDermid
- 2011: Lindsey Davis
- 2012: Frederick Forsyth
- 2013: Lee Child
- 2014: Simon Brett
- 2015: Catherine Aird
- 2016: Peter James
- 2017: Ann Cleeves
- 2018: Michael Connelly
- 2019: Robert Goddard
- 2020: Martin Edwards[2]
- 2021: Martina Cole[3]
- 2022: C. J. Sansom[4]
- 2023: Walter Mosley[5]
- 2024: Lynda La Plante e James Lee Burke[6]
- 2025: Mick Herron[7]